# Pterotaea campestraria
Pterotaea campestraria là một loài bướm đêm trong họ Geometridae.